# Fredrik Nyberg
Fredrik Nyberg (ur. 23 marca 1969 w Sundsvall) – szwedzki narciarz alpejski. Najlepsze wyniki w Pucharze Świata osiągnął w sezonie 1995/1996, kiedy to zajął 7. miejsce w klasyfikacji generalnej. W sezonie 1999/2000 zajął trzecie miejsce w klasyfikacji kombinacji był trzeci, a w sezonie 2005/2006 zajął trzecie miejsce w klasyfikacji giganta. Najlepszym wynikiem Nyberga na mistrzostwach świata było 4. miejsce w gigancie podczas mistrzostw świata w Vail. Zajął także 5. miejsce w gigancie na Igrzyskach w Turynie.

## Sukcesy

### Puchar Świata

#### Miejsca w klasyfikacji generalnej
- 1988/1989 – 76.
- 1989/1990 – 35.
- 1990/1991 – 26.
- 1991/1992 – 34.
- 1992/1993 – 19.
- 1993/1994 – 20.
- 1994/1995 – 37.
- 1995/1996 – 7.
- 1996/1997 – 18.
- 1997/1998 – 28.
- 1998/1999 – 21.
- 1999/2000 – 11.
- 2000/2001 – 9.
- 2001/2002 – 8.
- 2002/2003 – 41.
- 2003/2004 – 55.
- 2004/2005 – 39.
- 2005/2006 – 21.

#### Miejsca na podium
1. Veysonnaz – 3 marca 1990 (gigant) – 1. miejsce
2. Mount Hutt – 9 sierpnia 1990 (gigant) – 1. miejsce
3. Breckenridge – 29 listopada 1991 (gigant) – 3. miejsce
4. Kranjska Gora – 20 grudnia 1992 (gigant) – 3. miejsce
5. Oppdal – 23 marca 1993 (gigant) – 3. miejsce
6. Sölden – 30 października 1993 (gigant) – 2. miejsce
7. Kranjska Gora – 8 stycznia 1994 (gigant) – 1. miejsce
8. Aspen – 6 marca 1994 (gigant) – 1. miejsce
9. Valloire – 23 stycznia 1996 (supergigant) – 3. miejsce
10. Breckenridge – 30 listopada 1996 (gigant) – 1. miejsce
11. Lake Louise – 5 grudnia 1999 (supergigant) – 2. miejsce
12. Kitzbühel – 23 stycznia 2000 (kombinacja) – 2. miejsce
13. Todtnau – 5 lutego 2000 (gigant) – 2. miejsce
14. Sölden – 29 października 2000 (gigant) – 3. miejsce
15. Vail – 3 grudnia 2000 (supergigant) – 1. miejsce
16. Bormio – 21 grudnia 2000 (gigant) – 3. miejsce
17. Adelboden – 9 stycznia 2001 (gigant) – 3. miejsce
18. Sölden – 28 października 2001 (gigant) – 3. miejsce
19. Kranjska Gora – 20 grudnia 2001 (gigant) – 1. miejsce
20. Adelboden – 5 stycznia 2002 (gigant) – 3. miejsce
21. Kranjska Gora – 28 lutego 2004 (gigant) – 3. miejsce
22. Adelboden – 7 stycznia 2006 (gigant) – 2. miejsce
23. Yongpyong – 5 marca 2006 (gigant) – 2. miejsce
24. Åre – 17 marca 2006 (gigant) – 3. miejsce